# Karl-Martin Dietz

Im Jahr 2015

Karl-Martin Dietz (* 1945 in Heidelberg) ist ein deutscher Altphilologe, Sozialphilosoph und Kulturwissenschaftler. Bekanntheit erlangte er vor allem durch die Entwicklung der Dialogischen Führung, auch als Dialogische Kultur bekannt.

## Werdegang
Karl-Martin Dietz studierte Klassische Philologie, Germanistik, Philosophie und Wirtschaftswissenschaften an der Universität Heidelberg, der Universität Tübingen und in Rom. Im Jahr 1976 wurde er mit einer Arbeit über vorsokratische Philosophie promoviert. Von 1974 bis 1980 übte er eine Lehrtätigkeit am Seminar für Klassische Philologie der Universität Heidelberg aus. Von 2003 bis 2010 hatte er einen Lehrauftrag am Institut für Entrepreneurship des Karlsruher Instituts für Technologie zum Thema Dialogische Führung. Im Jahr 1978 begründete er zusammen mit Thomas Kracht das Friedrich von Hardenberg Institut für Kulturwissenschaften, in dessen Zusammenhängen er bis zu dessen Schließung 2023 tätig war. Seit 2024 entwickelt er die Dialogische Kultur innerhalb der Forschungsstelle Dialogische Kultur in Heidelberg weiter.
Neben seinen Arbeiten zur Unternehmensführung und Unternehmenskultur publiziert Dietz vor allem zu antiker Philosophie, Philologie und zu geistes- und zeitgeschichtlichen Themen.

## Publikationen
Als Autor:
- Protagoras von Abdera. Untersuchungen zu seinem Denken. R. Habelt, Bonn 1976.
- Die Suche nach Wirklichkeit. Bewusstseinsgeschichte am Ende des 20. Jahrhunderts. Freies Geistesleben, Stuttgart 1988, ISBN 3-7725-0510-4.
- Dialog. Die Kunst der Zusammenarbeit. MENON, Heidelberg 1998; 4. Auflage 2014, ISBN 978-3-921132-13-5.
- mit Thomas Kracht: Dialogische Führung. Grundlagen – Praxis, Fallbeispiel dm-drogerie markt. Campus, Frankfurt am Main 2002; 3. Auflage 2011, ISBN 978-3-593-37170-2.
- Produktives Unbehagen. Über die Chancen der kollegialen Selbstverwaltung MENON, Heidelberg 2003, ISBN 3-921132-24-X.
- Metamorphosen des Geistes. Freies Geistesleben, Stuttgart 2004, Band 1: Prometheus der Vordenker: Vom göttlichen zum menschlichen Wissen. Band 2: Platon und Aristoteles. Das Erwachen des europäischen Denkens. Band 3: Heraklit von Ephesus und die Entwicklung der Individualität. Freies Geistesleben, Stuttgart, 2004, ISBN 3-7725-1300-X.
- Gesund denken und handeln. Zur geistigen Dimension der Salutogenese. MENON, Heidelberg 2004, ISBN 3-921132-33-9.
- Produktivität und Empfänglichkeit. Das unbeachtete Arbeitsprinzip des Geisteslebens. MENON, Heidelberg 2008, ISBN 978-3-921132-42-5.
- Jeder Mensch ein Unternehmer: Grundzüge einer dialogischen Kultur. KIT Scientific Publishing, Karlsruhe 2008, ISBN 978-3-86644-264-1 (PDF).
- Führung: Was kommt danach? Perspektiven einer Neubewertung von Arbeit und Bildung. KIT Scientific Publishing, Karlsruhe 2011 (PDF).
- Wie Menschen frei werden. Zum Verständnis des Jugendalters. Menon, Heidelberg 2015. ISBN 978-3-921132-52-4.
- Sokrates: ich – hier – jetzt. MENON, Heidelberg 2019; 1. Auflage, ISBN 978-3-921132-59-3.
- Führen in der VUCA-Welt. Dialogische Orientierungen. MENON, Heidelberg 2020; 2., durchgesehene Auflage, ISBN 978-3-921132-58-6.
- "Sokratische oder sophistische Selbstführung. Eine notwendige Unterscheidung." in Konfliktdynamik 9, Heft 3/2020.
- mit Angelika Sandtmann. Eigenständig im Sinne des Ganzen. Zur Intention einer dialogischen Unternehmenskultur. Forschungsstelle Dialogische Kultur, Heidelberg 2024; Überarbeitete und stark erweiterte Neuausgabe, ISBN 978-3-911488-00-6.
- Heute lässt sich doch keiner mehr führen! Götz W. Werners Beitrag zur Dialogischen Unternehmenskultur. Forschungsstelle Dialogische Kultur, Heidelberg 2024; Überarbeitete und stark erweiterte Neuausgabe, ISBN 978-3-911488-01-3.

Als Herausgeber:
- Leben im Dialog. Perspektiven einer neuen Kultur. Menon, Heidelberg 2004; 2. Auflage 2010, ISBN 978-3-921132-29-6.